# O Belo e as Feras
O Belo e as Feras foi um programa de televisão exibido de 6 de janeiro de 1999 a 22 de maio de 1999 às 21h45 na TV Globo e protagonizado por Chico Anysio.

## Sinopse
- A cada semana, Chico Anysio interpretava um personagem diferente, sempre dividindo as cenas com uma atriz convidada. No episódio de estreia, Só o Amor Destrói, o comediante era Vitório, um sessentão ex-marido de Lídia (Regina Duarte), uma professora universitária. Apesar de separados, os dois permanecem bons amigos e moram juntos, porque não têm dinheiro para bancar dois aluguéis. 
- Tudo muda quando Lídia aparece com Henrique (Rodrigo Santoro), seu jovem namorado. Incomodado, Vitório começa a namorar uma jovem viciada em malhação, Cacau (Luana Piovani), tentando provocar ciúmes na ex-mulher. Depois de passar por vários constrangimentos causados pelas diferenças de idade e estilos de vida, Vitório e Lídia acabam se redescobrindo como amantes. Hugo Carvana faz uma participação especial no episódio, como um barman que dá conselhos a Vitório. 

## Produção
Com O Belo e as Feras, Chico Anysio voltava à televisão, após três anos de afastamento. Escrito originalmente para a TV Tupi, em 1958, o programa usava a estrutura das comédias de situação norte-americanas para contar histórias sobre a rotina familiar, relacionamento entre homem e mulher e comunicação entre pais e filhos.

## Reprise
Em 2013, o Canal Viva reprisou todos os episódios do seriado, na faixa "Viva Rindo".